# Izoelektronicita
Izoelektronicita je označení stavu, kdy mají dvě nebo více molekul stejnou chemickou strukturu (polohy atomů a vazby mezi nimi) a stejnou elektronovou konfiguraci, ovšem liší se chemickými prvky nacházejícími se v některých částech struktury.
Jako příklad takové skupiny sloučenin lze uvést oxid uhelnatý (CO), nitrosoniový kation (NO+) a molekulu dusíku (N2). Aceton (CH3COCH3) a sloučenina CH3N=NCH3 navzájem izoelektronické nejsou.
Takováto definice se někdy označuje jako valenční izoelektronicita. Definice může někdy vyžadovat shodu celkového počtu elektronů v celé elektronové konfiguraci. Obvykle je definice širší a může povolovat rozdílný počet atomů ve srovnávaných molekulách.
Tento pojem má význam při určování strukturně podobných částic jako součástí řad. Izoelektronické molekuly mohou vykazovat podobné a předvídatelné vlastnosti, takže odhalení izoelektronicity sloučenin může pomoci určit pmožné vlastnosti a reaktivitu (tu mohou ovlivnit odlišnosti jiných vlastností, jako je elektronegativita atomů v molekulách).
V kvantové mechanice se jako atomy podobné vodíku označují ionty obsahující jediný elektron, jako je například Li2+. Tyto ionty lze považovat za izoelektronické s vodíkem.

## Příklady
Atom dusíku (N) je izoelektronický s iontem O+, protože má pět valenčních elektronů a shodnou elektronovou konfiguraci, [He] 2s22p3.
Podobně jsou kationty K+, Ca2+ a Sc3+, stejně jako anionty Cl−, S2− a P3− izoelektronické s atomem argonu.
Oxid uhelnatý (CO), kyanidový anion (CN−), molekula dusíku (N2) a nitrosoniový kation (NO+) jsou izoelektronické, jelikož obsahují atomy spojené trojnými vazbami a protože mají analogické elektronové konfigurace. Nitridový anion (N−) má stejnou elektronovou konfiguraci jako atom kyslíku (O), takže oxid uhelnatý (CO) je elektronovou strukturou shoduje s kyanidovým aniontem (CN−).
Izoelektronicitu dvojatomových molekul lze dobře zobrazit pomocí diagramu molekulových orbitalů, kde se ukazuje, jak různé atomové orbitaly izoelektronických molekul vytvářejí stejné kombinace orbitalů a tak i stejné vazby.
Izoelektronicitu mohou vykazovat i složitější molekuly, příkladem je trojice aminokyselin serin, cystein a selenocystein. Liší se pouze tím, jaký chalkogen je přítomen na určitém místě v molekule.

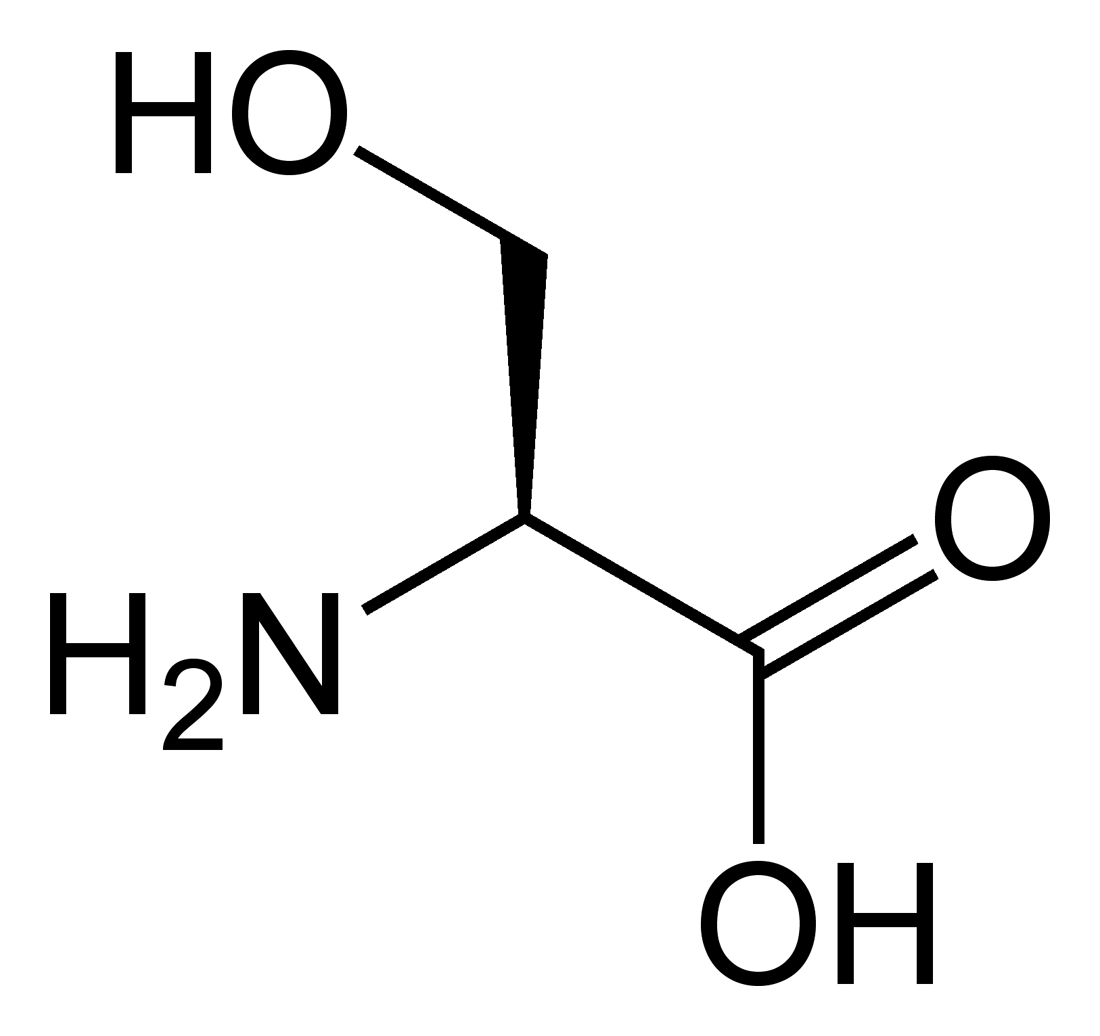
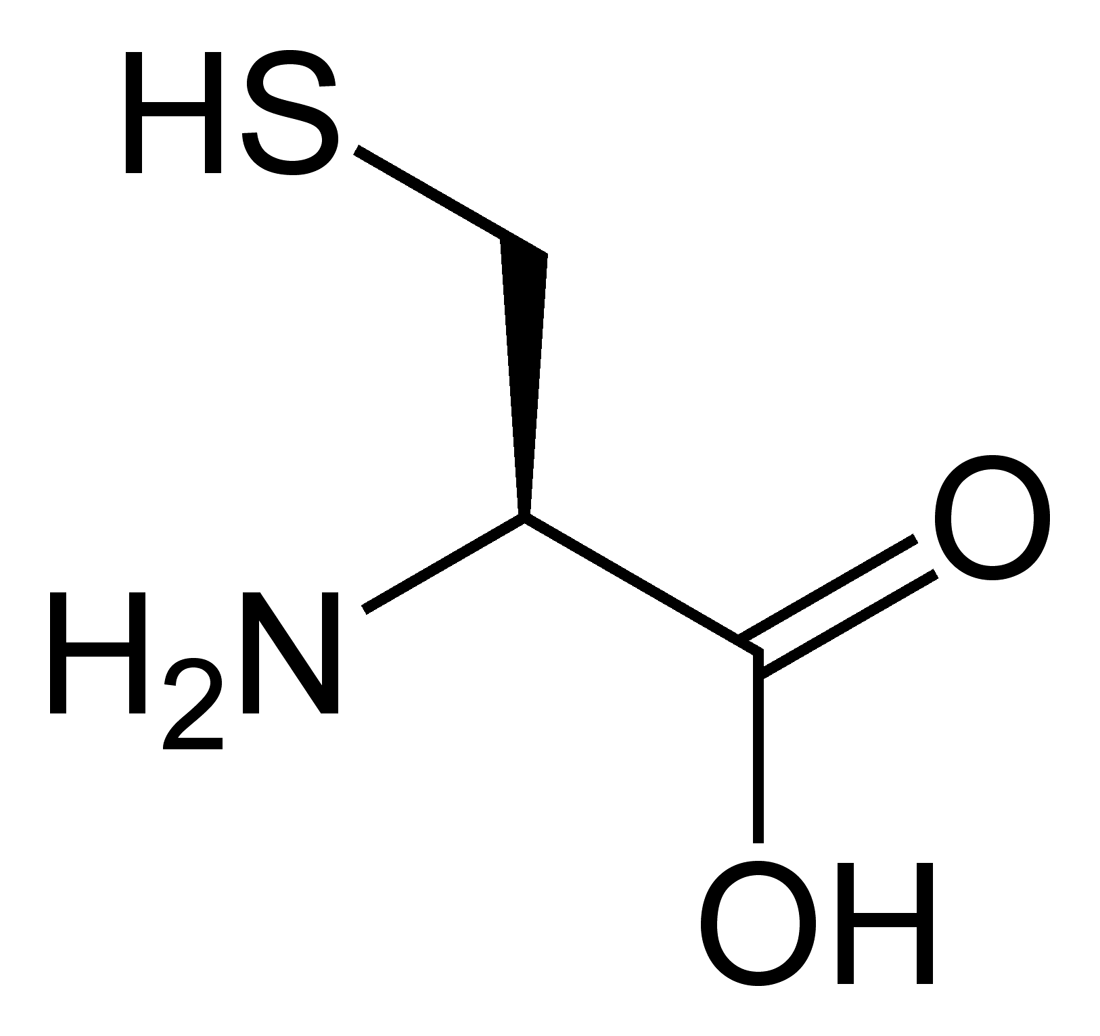
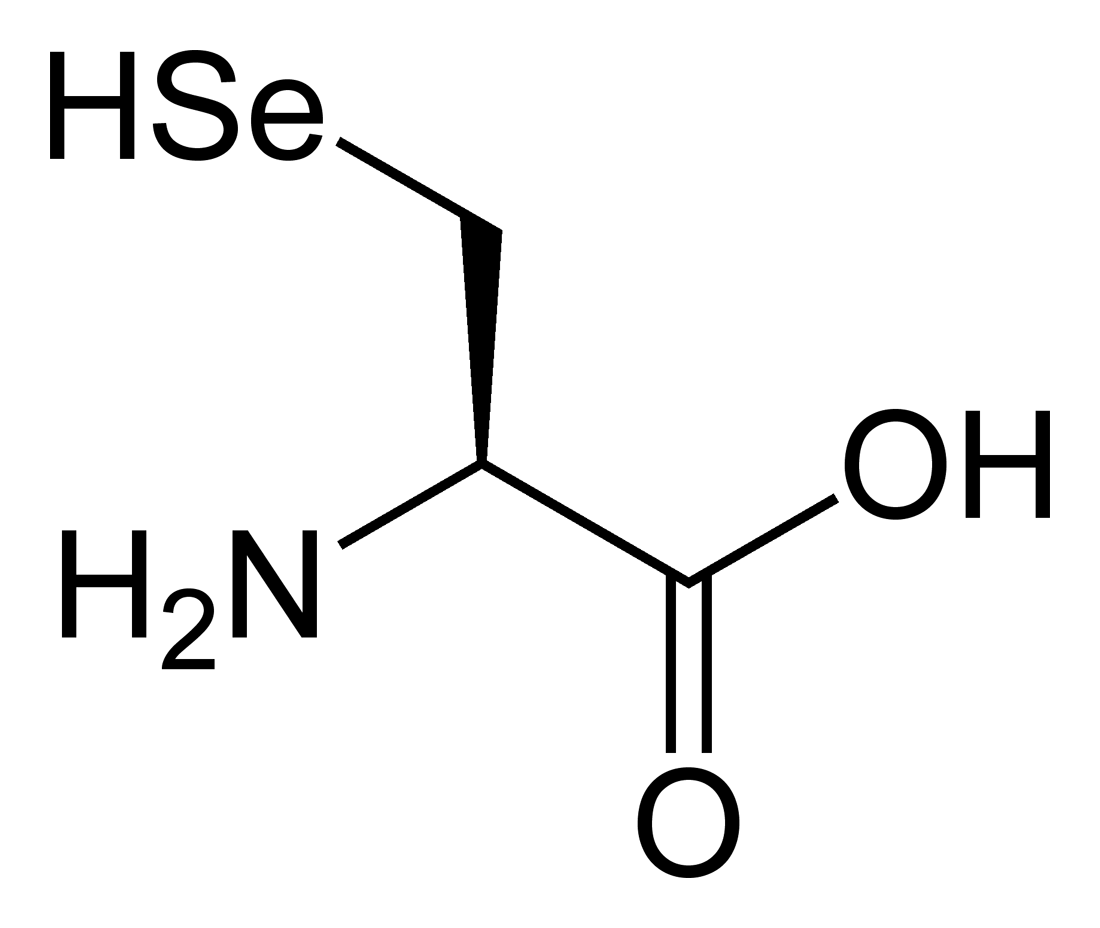

Aceton (CH3COCH3) a azomethan (CH3N2CH3) nejsou izoelektronické sloučeniny, protože mají stejný počet elektronů, ale odlišné struktury.
